# СерьГа
«СерьГа» — російський рок-гурт, заснований 1994 року. Солістом та ідейним натхненником гурту є Сергій Галанін.

## Склад
- Сергій Галанін — вокал, акустична гітара.
- Андрій Кіфіяк — гітара.
- Сергій «Sungy» Поляков — барабани.
- Сергій Кринський — бас-гітара.
- Андрій Кузнецов — звукорежисер.
- Дмитро Панакін — технік сцени.
- Олексій Привалов — директор.

## Реакція на напад Росії
Після початку повномасштабної російсько-української війни гурт підтримав окупантів та взяв участь у гастрольному турі "Za Росію", спрямованому на підтримку воєнних дій Росії в Україні. Фронтмен гурту пан Галанін, в інтерв'ю російським виданням, зокрема висловлював бажання виступити на окупованих російською армією територіях та закликав відключити у захоплених населених пунктах українські канали. 